# Balkania

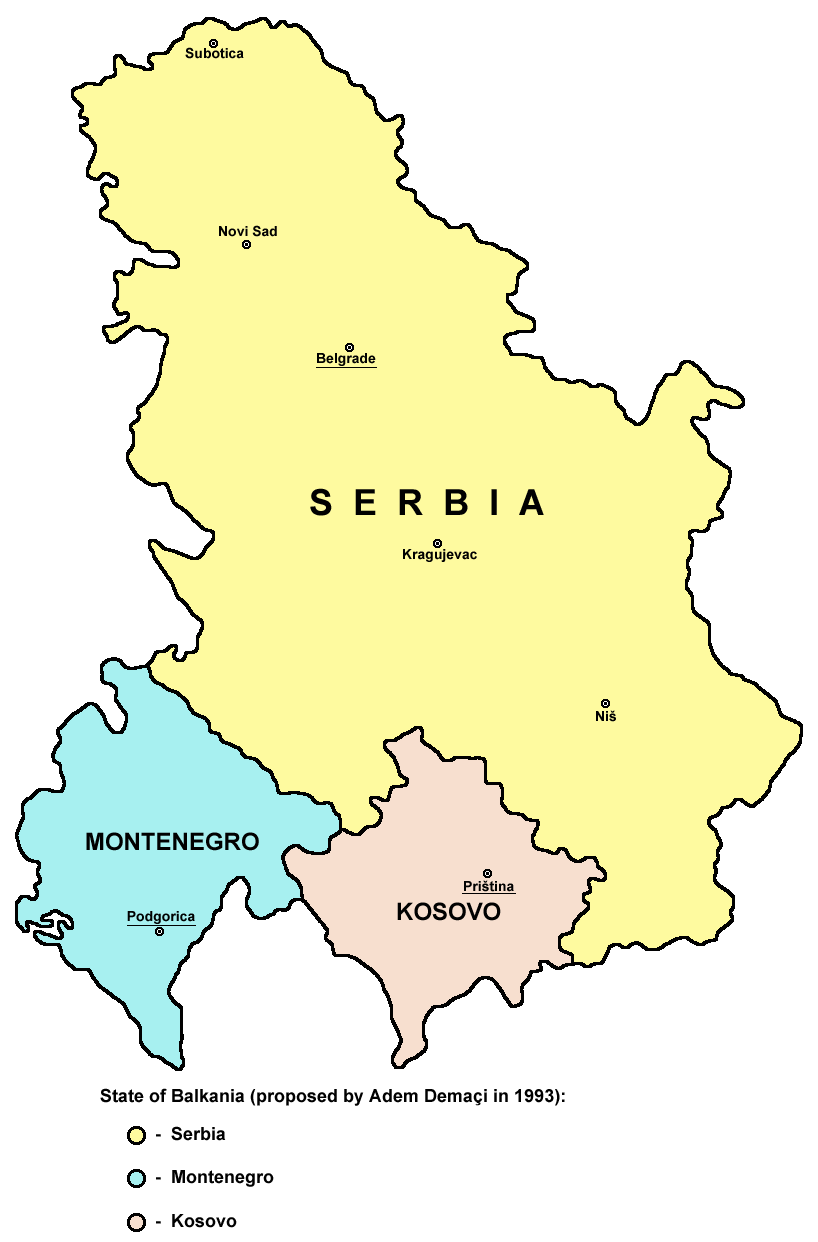
Balkania: Serbia (amarillo), Montenegro (azul) y Kosovo (rojo).

Balkania es el nombre de un nuevo estado propuesto en los Balcanes. Fue propuesto por el político albanés Adem Demaci, y es una confederación que incluye a Bosnia-Herzegovina, Kosovo, Serbia y Montenegro.